# Pridvorica (Zubin Potok)
Pour les articles homonymes, voir Pridvorica.
Pridvorica en serbe latin et Pridvoricë en albanais (en serbe cyrillique : Придворица) est une localité du Kosovo située dans la commune/municipalité de Zubin Potok/Zubin Potok, district de Mitrovicë/Kosovska Mitrovica. Selon des estimations de 2009 comptabilisées pour le recensement kosovar de 2011, elle compte 195 habitants, dont une majorité de Serbes.

## Démographie

### Évolution historique de la population dans la localité
| 1948 | 1953 | 1961 | 1971 | 1981 | 1991 | 2009 |
| ---- | ---- | ---- | ---- | ---- | ---- | ---- |
| 229  | 266  | 257  | 222  | 176  | 148  | 195  |

|  |